# Барса (футбольный центр)
«Футбольный центр Барса» (англ. Barsa Football Center) — детско-юношеский футбольный центр в городе Сумы, Украина. Создан 15 октября 2012 года в рамках программы развития футбола в Сумской области.

## История
- 1981 г. — «ДЮСШ-3»
- 1991 г. — СДЮШ олимпийского резерва «Смена»
- 2012 г. — ОКУ ДЮСШ «футбольный центр Барса»

Футбольный центр рассчитан на обучение до 1000 детей в возрасте от 6 до 17 лет.
Инфраструктура центра включает одно большое футбольное поле и три поля меньшего размера, спортзал, фитнес-зал и административные помещения.
В сезоне 2015/16 команда футбольного центра «Барса» выступала во второй лиге Украины.